# Distribuzione chi quadrato non centrale
In teoria delle probabilità una distribuzione {\displaystyle \chi ^{2}} non centrale (chi quadrato, o chi quadro), è una distribuzione di probabilità che generalizza la distribuzione {\displaystyle \chi ^{2}}, descrivendo la somma dei quadrati di variabili aleatorie con distribuzioni normali ridotte ma non centrate.
In statistica viene impiegata per l'analisi della varianza e per alcuni test di verifica d'ipotesi.

## Definizione
La distribuzione {\displaystyle \chi ^{2}(k,\lambda )} descrive la variabile aleatoria
{\displaystyle \textstyle X^{2}=\sum _{i=1}^{k}X_{i}^{2}=X_{1}^{2}+\ldots +X_{k}^{2}},
dove {\displaystyle X_{1},...,X_{k}} sono variabili aleatorie variabili indipendenti aventi distribuzioni normali ridotte (ma non necessariamente centrate) {\displaystyle {\mathcal {N}}(\mu _{1},1),...,{\mathcal {N}}(\mu _{k},1)}, i cui valori attesi soddisfano
{\displaystyle \textstyle \lambda =\sum _{i=1}^{k}\mu _{i}^{2}}.
Il parametro k è detto numero di gradi di libertà e {\displaystyle \lambda } è il parametro di non centralità. (La notazione per {\displaystyle \lambda } non è uniforme: alcuni autori prendono {\displaystyle \lambda } pari alla metà, oppure alla radice quadrata di questa somma.)
In particolare, per {\displaystyle \lambda =0} le variabili {\displaystyle X_{i}} sono centrate e si ottiene nuovamente la distribuzione χ2:
{\displaystyle \chi ^{2}(k,0)=\chi ^{2}(k)\ }
È possibile definire la distribuzione χ2 non centrale anche tramite variabili aleatorie indipendenti {\displaystyle Y_{1},...,Y_{i}} di distribuzione normale standard {\displaystyle {\mathcal {N}}(0,1)}, prendendo {\displaystyle X_{i}=Y_{i}+\mu _{i}}, ovvero
{\displaystyle \textstyle X^{2}=\sum _{i=1}^{k}(Y_{i}+\mu _{i})^{2}\ }.

### Indipendenza di λ
La distribuzione {\displaystyle \chi ^{2}(k,\lambda )} dipende da λ e non dai singoli valori μi.
Sullo spazio euclideo di dimensione k, infatti, si possono considerare i vettori 
{\displaystyle {\bar {X}}=(X_{1},\ \ldots ,\ X_{k})=(Y_{1},\ \ldots ,\ Y_{k})+(\mu _{1},\ldots ,\ \mu _{k})={\bar {Y}}+{\bar {\mu }}};
la distribuzione di probabilità del vettore normale multivariato {\displaystyle {\bar {Y}}} è isotropa, ovvero invariante per isometria.
In particolare la variabile aleatoria {\displaystyle X^{2}}, che è il quadrato della norma di {\displaystyle {\bar {X}}={\bar {Y}}+{\bar {\mu }}},  dipende dalle {\displaystyle \mu _{i}} solo in termini della norma di {\displaystyle (\mu _{1},...,\mu _{k})}, ovvero {\displaystyle {\sqrt {\lambda }}}.

## Proprietà

### Somma
Per definizione, la somma di variabili aleatorie di distribuzioni χ2 non centrali è ancora una variabile aleatoria di distribuzione χ2 non centrale (somma dei quadrati di variabili normali ridotte).
Più precisamente, la somma di due variabili aleatorie con distribuzioni {\displaystyle \chi ^{2}(k',\lambda ')} e {\displaystyle \chi ^{2}(k'',\lambda '')} è una variabile aleatoria con distribuzione {\displaystyle \chi ^{2}(k,\lambda )}, con {\displaystyle k=k'+k''} e {\displaystyle \lambda ^{2}=\lambda '^{2}+\lambda ''^{2}}.

### Mistura di distribuzioni χ2
La distribuzione χ2 non centrale può essere espressa come mistura di distribuzioni χ2, pesate secondo la distribuzione di Poisson.
In altri termini è la distribuzione di una variabile aleatoria Z, dipendente da una variabile aleatoria J di distribuzione di Poisson {\displaystyle {\mathcal {P}}(\lambda /2)}, con distribuzione condizionata di Z rispetto a J data da {\displaystyle \chi ^{2}(k+2J)}.
In particolare di χ2(k,λ) si possono descrivere 
la densità di probabilità {\displaystyle f_{k,\lambda }=\sum _{j=0}^{\infty }{\frac {e^{-\lambda /2}(\lambda /2)^{j}}{j!}}f_{k+2j,0}(x),}
e la funzione di ripartizione {\displaystyle F_{k,\lambda }=\sum _{j=0}^{\infty }e^{-\lambda /2}{\frac {(\lambda /2)^{j}}{j!}}F_{k+2j,0}}
tramite la densità di probabilità {\displaystyle f_{k+2j,0}} e la funzione di ripartizione {\displaystyle F_{k+2j,0}} delle distribuzioni χ2(k+2j).

### Caratteristiche
La funzione generatrice dei momenti della distribuzione χ2(k,λ) non centrale è
{\displaystyle g(t)=E[e^{t}Z]={\frac {e^{\lambda t/(1-2t)}}{(1-2t)^{k/2}}}}
I primi momenti semplici della distribuzione sono
{\displaystyle \mu '_{1}=k+\lambda }
{\displaystyle \mu '_{2}=(k+\lambda )^{2}+2(k+2\lambda )}
{\displaystyle \mu '_{3}=(k+\lambda )^{3}+6(k+\lambda )(k+2\lambda )+8(k+3\lambda )}
{\displaystyle \mu '_{4}=(k+\lambda )^{4}+12(k+\lambda )^{2}(k+2\lambda )+4(11k^{2}+44k\lambda +36\lambda ^{2})+48(k+4\lambda )}
e i suoi primi momenti centrali sono
{\displaystyle \mu _{2}=2(k+2\lambda )}
{\displaystyle \mu _{3}=8(k+3\lambda )}
{\displaystyle \mu _{4}=12(k+2\lambda )^{2}+48(k+4\lambda )}
La funzione caratteristica di χ2(k,λ) è 
{\displaystyle \phi (t)={\frac {e^{it\lambda /(1-i2t)}}{(1-i2t)^{k/2}}}}.

## Formule alternative

### Densità di probabilità
La densità di probabilità {\displaystyle f_{k,\lambda }} della distribuzione χ2(k,λ) non centrale può essere descritta tramite altre formule.
Una formula alternativa è
{\displaystyle f_{k,\lambda }={\frac {1}{2}}e^{-(x+\lambda )/2}\left({\frac {x}{\lambda }}\right)^{k/4-1/2}I_{k/2-1}({\sqrt {\lambda x}})}
dove
{\displaystyle I_{a}(y):=(y/2)^{a}\sum _{j=0}^{\infty }{\frac {(y^{2}/4)^{j}}{j!\Gamma (a+j+1)}}}
è una funzione di Bessel del primo tipo, modificata.
Una terza formula è

{\displaystyle f(x)=e^{-{\frac {\lambda }{2}}}\sum _{r=0}^{\infty }{\frac {({\frac {\lambda }{2}})^{r}\ e^{-{\frac {x}{2}}}\ x^{{\frac {n}{2}}+r-1}}{2^{{\frac {n}{2}}+r}\ r!\ \Gamma ({\frac {n}{2}}+r)}}={\frac {e^{-{\frac {x+\lambda }{2}}}}{x}}({\frac {x}{2}})^{\frac {n}{2}}\sum _{r=0}^{\infty }{\frac {({\frac {\lambda }{2}})^{r}\ x^{r}}{2^{r}\ r!\ \Gamma ({\frac {n}{2}}+r)}}} per {\displaystyle x>0}

### Funzione di ripartizione
Anche la funzione di ripartizione {\displaystyle F_{k,\lambda }} della distribuzione χ2(k,λ) non centrale può essere descritta tramite altre formule. In particolare in statistica sono stati proposti alcuni metodi per cercare di calcolarne alcuni valori {\displaystyle F_{k,\lambda }(x_{0})}.
Una formula ricorsiva, basata sulla funzione di ripartizione della distribuzione χ2 (centrale) è

{\displaystyle \textstyle F_{k,\lambda }(x)=F_{{\frac {n}{2}},0}(x)+\sum _{r>0}P_{r}({\frac {x}{2}})\ }
dove
{\displaystyle \textstyle P_{0}(x)=0\qquad P_{1}(x)={\frac {\lambda }{2}}{\frac {e^{-x}x^{n/2}}{\Gamma (n/2+1)}}}
{\displaystyle \textstyle P_{r}(x)={\frac {\lambda ^{2}}{4}}{\frac {2(r-2)}{r(r-1)(n/2+r-1)}}P_{r-2}(x)-{\frac {\lambda }{2}}{\frac {n/2+2r-3-x}{r(n/2+r-1)}}P_{r-1}(x)}
Valori approssimati si possono invece ottenere tramite la distribuzione Gamma e i primi due
o tre
momenti, oppure tramite la distribuzione normale.

## Distribuzioni non centrali
Utilizzando la distribuzione χ2 non centrale come generalizzazione della distribuzione χ2 (centrale) è possibile definire versioni non centrali delle distribuzioni t di Student, F di Fisher-Snedecor e Beta.